# دیستل زولا
دیستل زولا (انگلیسی: Distel Zola؛ زادهٔ ۵ فوریهٔ ۱۹۸۹) بازیکن فوتبال اهل فرانسه است.
از باشگاه‌هایی که در آن بازی کرده‌است می‌توان به باشگاه فوتبال نانسی، باشگاه فوتبال لو آور، آ.اس موناکو، و باشگاه فوتبال سامسون‌اسپور اشاره کرد.
وی همچنین در تیم‌های ملی فوتبال France national under-16 football team، زیر ۱۷ سال فرانسه، زیر ۱۸ سال فرانسه، زیر ۱۹ سال فرانسه، و جمهوری دموکراتیک کنگو بازی کرده‌است.